# Поролиссум
Поролиссум (лат. Porolissum, также Поролисс) — самая северная стоянка (лагерь/каструм) римских легионов в завоеванной при Траяне провинции Римская Дакия. Основан в 106 г. н. э. во время Траянских войн у р. Сэлаж недалеко от изгиба р. Сомеш для защиты важных Карпатских перевалов от набегов кочевых племён. Один из важнейших центров романизации Дакии.

## История
Вырос очень быстро, так как Дакия была самой последней римской аннексией и единственной, чья колонизация была стратегически спланирована. В лагере стояло свыше 5.000 римских солдат из Галлии, Испании, Италии и Британии, которые вступали в контакты с женщинами местного происхождения из соседних дакийских деревень, положив начало процессу романизации региона. Само название Поролиссум, видимо, имеет автохтонный корень и латинское окончание и, скорее всего, возникло на месте более раннего дакийского поселения. Вокруг лагеря в первые же десятилетия вырос и сам город с гражданскими поселениями, появились бани, храмы, дома, торговые кварталы. В 124 году по указу императора Адриана из Дакии Верхней был выделен отдельный военно-административный округ — Дакия Поролисская (Dacia Porolissensis). Поролиссум стал её столицей. В конце II века получил статус муниципиума. Эвакуация Аврелиана нанесла по городу удар. К VI он оказывается в полном запустении, хотя сельские романоязычные общины (валахи) сохранялись в округе на протяжении всего средневековья. Новая урбанизация на месте Поролиссума была связана с приходом славян и венгров. На его месте стоит современная деревня Мойград, Сэлажский уезд, близ соврем. г. Залэу)
В настоящее время античные постройки Поролиссума активно раскапываются, исследуются и восстанавливаются (например, известные Главные ворота Поролиссума Порта Претория).